# Richtlinie 2009/81/EG über die Beschaffung von Verteidigungsgütern und sensiblen Sicherheitsgütern
Die Richtlinie 2009/81/EG des Europäischen Parlaments und des Rates vom 13. Juli 2009 über die Koordinierung der Verfahren zur Vergabe bestimmter Bau-, Liefer- und Dienstleistungsaufträge in den Bereichen Verteidigung und Sicherheit und zur Änderung der Richtlinien 2004/17/EG und 2004/18/EG regelt die Verfahren zur Vergabe von Beschaffungsaufträgen in der EU. Die Schaffung eines europäischen Markts für Verteidigungsgüter setzt einen auf dessen Bedürfnisse zugeschnittenen rechtlichen Rahmen voraus. Im Bereich des Auftragswesens ist hierfür die Koordinierung der Vergabeverfahren unter Beachtung der Sicherheitsanforderungen der Mitgliedstaaten und der aus dem Vertrag erwachsenden Verpflichtungen erforderlich (Punkt (4) Präambel). Die Richtlinie ist Teil des europäischen Verteidigungs-Aktionsplans, des europäischer Verteidigungsfonds und kooperativer Beschaffung von Rüstungsgütern.
Das Richtlinie wurde mit Blick auf die Schwellen für die Anwendung (d. h. Werte, unterhalb derer die Richtlinie keine Anwendung findet) für Auftragsvergabeverfahren mehrfach nachträglich geändert, zuletzt durch die Delegierte Verordnung (EU) 2021/1950der Kommission, die am 1. Dezember 2021 in Kraft getreten ist.
Die Richtlinie liefert Begriffsbestimmungen für Wirtschaftsteilnehmer wie Bieter oder Bewerber sowie für Liefer-, Bau- und Dienstleistungsaufträge. Ebenso werden Vorgaben für die Beschaffungsstellen, besondere Bestimmungen für Auftragsunterlagen und Vorschriften über die Veröffentlichung und Transparenz festgelegt. In Titel IV werden Vorschriften für die Nachprüfung geregelt und in Titel V die statistischen Pflichten und Durchführungsbefugnisse, um eine europaweite Nachprüfung und statistische Auswertung der Beschaffungsaufträge durchführen zu können.
Wie bei EU-Richtlinien üblich, gelten sie gemäß Art. 288 Absatz 3 des AEUV nicht unmittelbar, sondern müssen erst von den Mitgliedstaaten in nationales Recht umgewandelt werden.

## Ziele
Die Richtlinie legt spezifische Vorschriften für die Beschaffung in den Bereichen Verteidigung und Sicherheit zwecks Öffnung der Verteidigungs- und Sicherheitsmärkte in der Europäischen Union fest, ohne dadurch die berechtigten Sicherheitsinteressen der Mitgliedstaaten der EU zu gefährden. Die Richtlinie soll für mehr Wettbewerb und Transparenz in diesen Bereichen sorgen und ermöglicht europäischen Unternehmen auf diese Weise, EU-weit mehr Verträge in den Bereichen Sicherheit und Verteidigung auszuschreiben. Auch die öffentliche Auftragsvergabe durch nationale Behörden und die Industriepolitik auf nationaler und europäischer Ebene soll gestärkt werden. In Artikel 346 AEUV (ehemals Artikel 269) wird erläutert, inwieweit die EU-Länder Verteidigungsaufträge im Interesse der wesentlichen Sicherheit von der Richtlinie ausnehmen können. Sie erhöht die Rechtssicherheit und begrenzt den Missbrauch der Steuerbefreiung. Bei innereuropäischen Handel von Verteidigungsgütern, sollte die Richtlinie gemeinsam mit der Richtlinie Richtlinie 2009/43/EG über die Vereinfachung der Bedingungen für die innergemeinschaftliche Verbringung von Verteidigungsgütern genutzt werden. Die Richtlinie ist verbunden mit der Verordnung (EU) 2021/697 zur Einrichtung des Europäischen Verteidigungsfonds sowie dem europäischen Verteidigungs-Aktionsplan.

## Aufbau der Richtlinie
Die Richtlinie hat fünf Titel. Diese sind:
- Titel I Definitionen, Anwendungsbereich und allgemeine Grundsätze,[8]
- Titel II Vorschriften für Aufträge,[8]
- Titel III Vorschriften für die Vergabe von Unteraufträgen,[8]
- Titel IV Vorschriften für Nachprüfungen,[8]
- Titel V Statistische Pflichten, Durchführungsbefugnisse und Schlussbestimmungen. Die verschiedenen Titel sind teilweise in mehreren Kapiteln gegliedert.[8]

Die Titel sind wiederum in mehrere Kapitel untergliedert. Die Kapitel sind teilweise in weitere Abschnitte unterteilt, in welchen dann die verschiedenen Artikel der Richtlinie ausgeführt sind.
Den Abschluss bilden acht Anhänge. Die Anhänge sind für Bieter oder Bewerber für die Aufträge ein wichtiger Teil. Hier werden verschiedene Aspekte behandelt.

### Anhänge
In dieser Richtlinie gibt es acht Anhänge. Sie spezifizieren:
- ANHANG I Dienstleistungen gemäß den Artikeln 2 und 15[9]
  - Bezeichnung der Dienstleistung und den entsprechenden CPV-Referenznummern;
- ANHANG II Dienstleistungen gemäß den Artikeln 2 und 16[10]
  - Bezeichnung der Dienstleistung und den entsprechenden CPV-Referenznummern;
- ANHANG III Definition bestimmter technischer Spezifikationen gemäß Artikel 18[11]
  - Definition von technische Spezifikationen, Normen, Verteidigungsnorm, europäische technische Zulassung, gemeinsame technische Spezifikationen sowie technische Bezugsgröße.
- ANHANG IV Angaben, die in Bekanntmachungen gemäß Artikel 30 enthalten sein müssen.
- ANHANG V Angaben, die in Bekanntmachungen über Unteraufträge gemäß Artikel 52 enthalten sein müssen.
- ANHANG VI Merkmale für die Veröffentlichung.
- ANHANG VII Register
  - Die einschlägigen Berufs- oder Handelsregister, Bescheinigungen oder Erklärungen für jedes EU-Land. Unterschieden in Bauaufträge, Lieferaufträge und Dienstleistungsaufträge
- ANHANG VIII Anforderungen an die Vorrichtungen für die elektronische Entgegennahme der Anträge auf Teilnahme oder der Angebote.

## Geltungsbereich
Die Richtlinie gilt grundsätzlich für alle Aufträge zur Beschaffung von Militärausrüstung, Bau-, Liefer- und Dienstleistungen für militärische Zwecke sowie für sensible Beschaffungen für Sicherheitszwecke, die mit Verschlusssachen zusammenhängen. Die Mitgliedstaaten sind weiterhin gemäß Artikel 346 des Vertrags über die Arbeitsweise der Europäischen Union berechtigt (AEUV), Aufträge von dieser Richtlinie auszunehmen, wenn dies zum Schutz ihrer wesentlichen Sicherheitsinteressen dringend erforderlich ist. Im Einklang mit der ständigen Rechtsprechung des Europäischen Gerichtshofs ist die nach Artikel 346 AEUV zulässige Ausnahme auf außergewöhnliche und klar definierte Fälle begrenzt. Dazu ist für den Einzelfall nachzuweisen, dass die zur Anwendung dieser Ausnahme erforderlichen Voraussetzungen erfüllt sind.

### Definition
Die Richtlinie fordert für die Vergabe von Aufträge das in der Verordnung (EG) Nr. 2195/2002 angenommene „Gemeinsames Vokabular für öffentliche Aufträge“ (Common Procurement Vocabulary, CPV). Weiterhin wird in Artikel 1 Definitionen definiert: die verschiedenen Arten von Aufträgen, was Militärausrüstung und sensible Ausrüstung ist, was Verschlusssachen sind, was eine Rahmenvereinbarung bedeutet, die elektronische Auktion, die verschiedenen Arten von Auftragnehmern und weiteres.

### Anwendungsbereich
Diese Richtlinie gilt vorbehaltlich der Artikel 30, 45, 46, 55 und 296 des Vertrags für Aufträge in den Bereichen Verteidigung und Sicherheit, die Folgendes zum Gegenstand haben:
- die Lieferung von Militärausrüstung, einschließlich dazugehöriger Teile, Bauteile und/oder Bausätze;
- die Lieferung von sensibler Ausrüstung, einschließlich dazugehöriger Teile, Bauteile und/oder Bausätze;
- Bauleistungen, Lieferungen und Dienstleistungen in unmittelbarem Zusammenhang mit der in den Buchstaben a und b genannten Ausrüstung in allen Phasen ihres Lebenszyklus;
- Bau- und Dienstleistungen speziell für militärische Zwecke oder sensible Bauleistungen und sensible Dienstleistungen.

### Schwellenwerte für Aufträge
Die Richtlinie gilt für die Aufträge, deren geschätzter Wert ohne Mehrwertsteuer (MwSt.) die folgenden Schwellenwerte nicht unterschreitet:
Sie gilt bei einem Wert von 412 000 EUR bei Liefer- und Dienstleistungsaufträgen sowie 5 150 000 EUR bei Bauaufträgen. Grundlage für die Berechnung des geschätzten Auftragswertes ist der Gesamtwert ohne MwSt., der vom Auftraggeber voraussichtlich zu zahlen ist. Bei dieser Berechnung ist der geschätzte Gesamtwert einschließlich aller Optionen und der etwaigen Verlängerungen des Vertrags zu berücksichtigen (Artikel 9 (1)). Aufträge oberhalb der Schwellenwerte müssen, im Zuge der Digitalisierung, in den Standardformularen der „eForms“  europaweit bekannt gemacht werden.

## Inkrafttreten und Evaluierung
Sie ist am 21. August 2009 in Kraft getreten und musste bis spätestens 21. August 2011 von den Mitgliedstaaten in nationales Recht umgesetzt werden. Die Richtlinie wurde 2016 evaluiert. Am 6. November 2019 wurde ein Berichterstatter beauftragt, einen Bericht über die Umsetzung der Richtlinie 2009/81/EG und der Richtlinie 2009/43/EG zu erstellen.

## Umsetzung in Deutschland
Die Richtlinie, für Aufträge oberhalb der EU-Schwellenwerte, wird in Deutschland durch das sogenannte GWB-Vergaberecht angewendet. Das GWB-Vergaberecht beruht auf der Umsetzung entsprechender Vorgaben in EU-Richtlinien. Dabei zeichnet er Regelungen zum gesamten Ablauf des Vergabeverfahrens, etwa zu den Verfahrensarten, der Gestaltung der Leistungsbeschreibung, der Eignung, den Ausschlussgründen, dem Zuschlag bis hin zu den Ausführungsbedingungen und der Auftragsänderung, vor. Unterhalb des GWB-Vergaberechts werden Beschaffungsaufträege durch die Vergabeverordnung spezifiziert. Die Bereichsspezifischen Besonderheiten der Beschaffung verteidigungs- und sicherheitsrelevanter Leistungen werden in der Vergabeverordnung Verteidigung und Sicherheit (VSVgV) geregelt. Alle Bekanntmachungen werden zentral über den Datenservice Öffentlicher Einkauf beim Beschaffungsamt des BMI an das Amt für Veröffentlichungen der Europäischen Union übermittelt und im Bekanntmachungsservice (BKMS) zur Verfügung gestellt. Das trägt zu einer weiteren Digitalisierung öffentlicher Vergabeverfahren bei und vereinfacht die Ausschreibungssuche für die Unternehmen, die sich an öffentlichen Vergabeverfahren beteiligen wollen.